# Alex Türk
Pour les articles homonymes, voir Türk.
Alex Türk, né le 25 janvier 1950 à Roubaix, est un homme politique français.

## Biographie
Alex Türk suit une formation juridique : il est docteur en droit. Il est également diplômé d'études supérieures de droit public et de sciences politiques. En 1978, il est assistant parlementaire, élu au conseil municipal et nommé premier adjoint au maire de Marcq-en-Barœul en 1983. En mars 1983, il est élu au conseil régional de la région Nord-Pas-de-Calais et est réélu à ce poste le 16 mars 1986. En 1985, il devient maître de conférences en droit public à la faculté de droit de l'université de Lille II. Il est chargé de cours à l'Institut d'études politiques de Lille de 1991 à 1994. De 1989 à 1995, il est conseiller municipal de la ville de Lille.
Il est aussi conseiller général du Nord du canton Lille-centre.
Il est élu sénateur le 27 septembre 1992, réélu le 23 septembre 2001 puis le 25 septembre 2011. Il est membre de la Commission des lois du Sénat depuis 1992. Il devient vice-président de la CNIL en 2002, puis président le 3 février 2004. Il quitte la CNIL en septembre 2011 à cause de la loi sur le cumul des mandats. Pendant cette période, il obtient des différents gouvernements en place un renforcement notable des effectifs de la CNIL, ce qui lui permet notamment de créer un service destiné à l'activité de contrôle et de renforcer l'expertise informatique de l'autorité qu'il préside. Il s'engage également afin que la CNIL soit plus proche du terrain, notamment en multipliant les déplacements en régions.
Il a également été président de l'autorité de contrôle Schengen de 1995 à 1997, président de l'Autorité de contrôle commune des fichiers d'Europol de 2000 à 2002 et président de l'autorité d'EURODAC depuis décembre 2002.
Alex Türk est également chargé de cours à la Faculté libre de droit (FLD), ainsi qu'à la European School of Political and Social Sciences (ESPOL) au sein de l'Université Catholique de Lille, où il enseigne le droit constitutionnel en première année de licence. Il est également professeur de prise de parole en public au sein de cette université.
Il soutient Alain Juppé pour la primaire présidentielle des Républicains de 2016.

## Controverses
Alex Türk en tant que président de la CNIL a été nommé aux Big Brother Awards à plusieurs reprises. Il s'agit de récompenses ironiques décernées aux personnalités ou entreprises remarquées pour leur mépris des libertés individuelles ou leur promotion du contrôle des citoyens.
Notamment en 2003, 2004 et 2005 « pour l'ensemble de son œuvre », ainsi qu'en 2010 pour son usage de la novlangue.
Il a finalement été désigné gagnant Orwell en 2010 avec la « mention spéciale du jury », « Pour tromperie et dissimulation, [et pour avoir endossé] les habits du défenseur tout terrain de la vie privée et des libertés alors qu’il en est parfois le fossoyeur et souvent le facilitateur. »
En tant que sénateur, Alex Türk a également voté en faveur de la loi LOPPSI2 qui vise à augmenter les moyens de contrôle des citoyens. Il justifie ce vote par le fait que la loi LOPPSI2 comprenait une disposition qu'il avait exigée et qui confiait le contrôle de la vidéosurveillance à la CNIL, dont il était alors le président.
De même, il a voté pour la loi HADOPI, malgré l'avis défavorable de la CNIL qu'il présidait. Il s'en explique sur Internet.

## Ouvrages
Alex Türk est l'auteur, en 2011, d'un ouvrage La Vie privée en péril (Éditions Odile Jacob) dans lequel il expose notamment les menaces qui pèsent sur l'avenir de la protection des données personnelles.
Il est également l'auteur d'un polar, paru en 2016, Tour de vice (Éditions Delpierre) et d'un polar aux éditions La Martinière intitulé "Angles morts"

## Anciens mandats
- Membre de la Délégation aux droits des femmes et à l'égalité des chances entre les hommes et les femmes
- Conseiller régional du Nord-Pas-de-Calais
- Conseiller municipal de Lille
- Conseiller général du Nord (canton : Lille-centre)
- Président de la CNIL 2004-2011
- Sénateur 1992-2017
- Président du G29 de l'Union européenne, élu à l'unanimité le 19 février 2008, jusqu'en 2010.